# Jardim Ângela
Jardim Ângela es un distrito ubicado en la zona sur de la ciudad de São Paulo, Brasil. Administrativamente pertenece a la subprefectura de M'Boi Mirim. Es el segundo distrito más populoso de toda la ciudad de São Paulo. Se ubica a las márgenes de la represa de Guarapiranga.

## Historia
Los distritos de Jardim São Luís y Jardim Ângela anteriormente formaban parte de Capão Redondo; Con el nuevo plan maestro de la ciudad bajo la administración de Marta Suplicy, ambos barrios obtuvieron cierta autonomía y una subprefectura (la subprefectura de M'Boi Mirim).
Jardim Ângela surgió de una subdivisión clandestina realizada en los primeros años de la década de 1960. El distrito es un conjunto de 74 pequeños barrios irregulares ubicados en una zona de manantiales, en el borde del embalse de Guarapiranga, en la zona sur. La Estrada do M'Boi Mirim (del tupí “pequeña serpiente”) es la principal vía de acceso desde estos barrios a la ciudad. Hasta principios del tercer milenio la tasa de ciudadanía era cero, según el Ministerio Público. En 1996, Jardim Ângela era considerado el barrio más violento del planeta Tierra.

## Distritos limítrofes
- Capão Redondo (noroeste)
- Jardim São Luís (este)
- Parelheiros (sur)
- Municipio de Itapecerica da Serra (oeste)